# Кальдерон, Хосе Луис
Хосе́ Луи́с Кальдеро́н (исп. José Luis Calderón) — аргентинский футболист, нападающий таких клубов, как «Эстудиантес», «Индепендьенте», «Арсенал Саранди», «Атлас», «Америка» (Мехико), а также сборной Аргентины. В настоящее время перешёл на тренерскую работу. С ноября 2011 года по март 2012 года тренировал аргентинский клуб «Химнасия и Эсгрима Хухуй», который выступает в Примере Б Насьональ, втором по силе футбольном дивизионе Аргентины.

## Биография
Несмотря на то, что в течение карьеры футболист дважды становился лучшим бомбардиром чемпионата Аргентины и выступал за такие знаменитые команды, как «Эстудиантес», «Индепендьенте», итальянский «Наполи» и мексиканскую «Америку», до 2006 года у Хосе Луиса не было общекомандных титулов. В 2006 году Кальдерон стал частью команды, лидером на поле которой стал Хуан Себастьян Верон, а на тренерском мостике — Диего Симеоне. Во второй половине года «Эстудиантес» стал чемпионом Аргентины, а Кальдерон же, в частности, отметился хет-триком в легендарном матче против принципиального соперника «Эстудиантеса» — «Химнасии Ла-Плата», закончившегося победой со счётом 7:0.
В 2007 году Кальдерон вернулся в клуб «Арсенал Саранди», за который успел поиграть несколько сезонов. Команда сенсационно завоевала Южноамериканский кубок. Это был первый трофей в истории клуба.
Летом 2008 года Кальдерон в третий раз вошёл в состав «Эстудиантеса». Клуб был близок к завоеванию ещё одного Южноамериканского кубка в декабре того же года (клуб пробился в финал международных соревнований впервые с 1971 года), но в дополнительное время уступил по сумме встреч бразильскому «Интернасьоналу». Сам Кальдерон дважды выходил на замену в финальных матчах.
В 2009 году Кальдерон стал частью команды, завоевавшей Кубок Либертадорес, хотя и не был игроком основного состава, в основном выходя на замену.
В 2010 году Кальдерон был близок к объявлению о завершении карьеры, однако в последний момент был заявлен за «Архентинос Хуниорс». И буквально сразу же помог своему новому клубу выиграть чемпионат Аргентины (Клаусуру) впервые за 25 лет. После победы в чемпионате, Кальдерон провёл ещё один официальный матч за свой первый клуб, «Дефенсорес де Камбасьерес» (в котором с пенальти забил 1 гол), после чего объявил о завершении карьеры футболиста.

## Достижения
- Чемпион Аргентины (1): 2006 (Апертура), 2010 (Клаусура)
- Обладатель Кубка Либертадорес (1): 2009
- Обладатель Южноамериканского кубка (1): 2007
- Финалист Южноамериканского кубка (1): 2008
- Лучший бомбардир чемпионатов Аргентины (2): 1995 (Апертура) — 13 голов, 1999 (Клаусура) — 17 голов